# Thriller (singel)
Thriller – singel Michaela Jacksona z 1984 z jego albumu o tym samym tytule, wydany przez wytwórnię Epic. 20 lutego 2006 singel oraz teledysk zostały ponownie wydane jako część Visionary: The Video Singles.

## Historia
Skomponowany przez Roda Tempertona, wyprodukowany przez Quincy'ego Jonesa i zawierający gościnny występ Vincenta Price'a w roli narratora, „Thriller” to jeden z najpopularniejszych utworów Jacksona, również ze względu na swój rewolucyjny teledysk. Piosenka była siódmym singlem promującym album pt. Thriller wydany 30 listopada 1982.

## Lista utworów

### Wydanie oryginalne

#### Wielka Brytania
| 1. | "Thriller" (single edit)                            | 4:37  |
|    |                                                     |       |
| 2. | "The Things I Do for You" (live with The Jackson 5) | 3:39  |
|    |                                                     |       |
|    |                                                     | 08:16 |
|    |                                                     |       |

#### Stany Zjednoczone
| 1. | "Thriller" (single edit)   | 4:37  |
|    |                            |       |
| 2. | "Can't Get Outta the Rain" | 4:02  |
|    |                            |       |
|    |                            | 08:39 |
|    |                            |       |

### Visionarysingle
CD
| 1. | "Thriller" (remixed short version) | 4:09  |
|    |                                    |       |
| 2. | "Thriller"                         | 5:57  |
|    |                                    |       |
|    |                                    | 10:06 |
|    |                                    |       |
DVD
1. "Thriller" (Music video) – 13:40

## Mixy
1. Album version – 5:56
2. Instrumental – 5:56
3. 7" edit – 4:37
4. Remixed short version – 4:09
5. Single edit w/Rap – 5:11

## Informacje
- Słowa i muzyka: Rod Temperton
- Produkcja: Quincy Jones
- Gościnnie: Vincent Price
- Syntezatory: Greg Phillinganes, Rod Temperton i Brian Banks
- Programowanie syntezatorów: Anthony Marinelli
- Gitara: David Williams
- Trąbka i skrzydłówka: Jerry Hey
- Trąbka i skrzydłówka: Gary Grant
- Saksofon i flet: Larry Williams
- Puzon: Bill Reichenbach
- Aranżacja wokalna i rytmiczna, aranżacja syntezatorów: Rod Temperton
- Aranżacja sekcji dętej: Jerry Hey
- Efekty: Bruce Cannon i Bruce Swedien